# Ryszard Mordarski
Ryszard Mordarski (ur. 27 marca 1976 w Nowym Sączu) – polski kajakarz, olimpijczyk z Atlanty 1996.
Zawodnik klubu SKS Start Nowy Sącz specjalizujący się w konkurencji C-1 slalom. Wielokrotny (7) mistrz Polski.
Na igrzyskach w Atlancie wystartował w konkurencji C-1 slalom zajmując 8. miejsce.
Brat Sławomira Mordarskiego.